# Bombardement de Lübeck
Pour les articles homonymes, voir Lübeck.

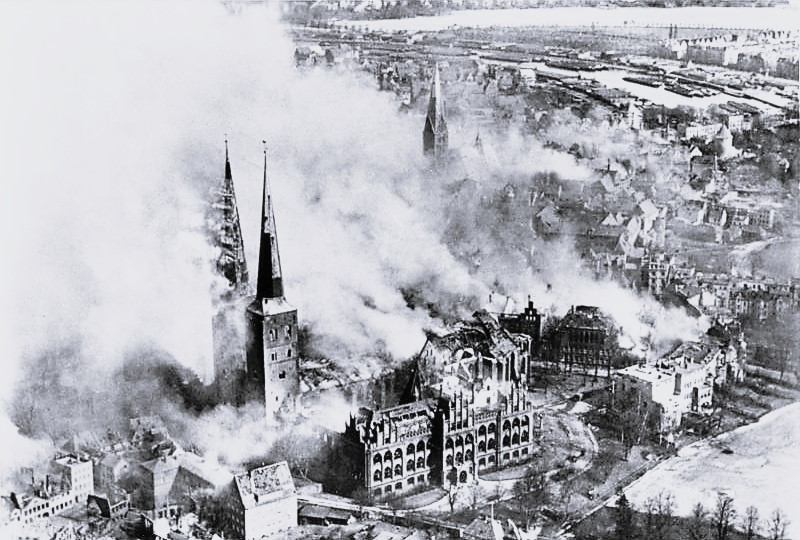
Incendie de l'église Sainte-Marie de Lübeck, le lendemain du bombardement

Le bombardement de Lübeck a eu lieu la nuit du dimanche des Rameaux 28 mars 1942 à Lübeck en Allemagne, pendant la Seconde Guerre mondiale. Il a été commandé par la Royal Air Force. Ce fut le premier bombardement stratégique réussi à grande ampleur de la Royal Air Force Bomber Command. Il fallait désarticuler le tissu économique allemand et démoraliser les populations. Mais ce bombardement détruisit en grande partie le patrimoine artistique de la ville (ainsi l'église Saint-Pierre sera en travaux jusqu'en 1987), et provoqua la mort de centaines de civils, tandis que les survivants perdirent bien souvent leur habitation.
Ce type d'attaque sera repris quelque temps plus tard avec l'opération Millenium commencée par le bombardement de Cologne et qui culminera avec ceux de Hambourg et de Dresde, ce dernier étant le plus destructeur.

## Historique
L'état-major de la Royal Air Force avait déjà recommandé au Bomber Command, plusieurs mois avant mars 1942, d'effectuer des bombardements avec bombes incendiaires sur les villes allemandes, mais c'est le général Harris (dit Bomber Harris), commandant en chef du Bomber Command, qui prit la décision de frapper Lübeck en premier, dès le 22 février 1942. Il trouvait en effet que le centre  historique était concentré dans un espace réduit et que la ville était dotée aux abords de vastes zones industrielles. De plus, la défense antiaérienne allemande, la Flak, d'après ses indications, y était moins efficace qu'ailleurs.
L'attaque nocturne fut organisée par Harris selon le mode suivant :
- 10 Vickers Wellington, dotés du système de radionavigation GEE et pilotés par des experts, devaient illuminer la zone quinze minutes avant l'heure zéro décidée à 22 h 30.
- 15 Short S.29 Stirling et 25 Wellington munis de GEE devaient survoler les différents objectifs et y jeter des bombes incendiaires, tandis que 10 Wellington devaient bombarder avec des bombes conventionnelles le reste de la ville. Le temps estimé de l'action était de deux à vingt minutes après l'heure zéro.
- Une à deux heures après l'heure zéro, la force principale aérienne devait entrer en action. Elle était composée de 109 appareils dotés de charges incendiaires et de 65 dotés de bombes conventionnelles d'environ 1 814 kg[2].

L'attaque commença donc ponctuellement à 22 h 30. L'église Sainte-Marie, construite au XIIIe siècle et symbole de la ville avec ses hautes flèches, fut le point focal de l'attaque du centre historique. Le marché gothique et la Reichsbank furent frappés également, ainsi que les bâtiments officiels et toute la vieille ville, provoquant des incendies qui durèrent plusieurs jours. Cent-quatre-vingt-onze avions lancèrent leur charge sur les deux-cent-trente-quatre participant à l'opération. Huit avions furent abattus par la défense antiaérienne allemande et cinq furent détruits à cause de leur système de navigation défaillant (l'équipage étant capturé).
Winston Churchill félicite publiquement le général Harris du « succès » de l'attaque. Peu après, c'est au tour de Rostock d'être bombardée, après avoir subi quelques raids après Lübeck.

## Données

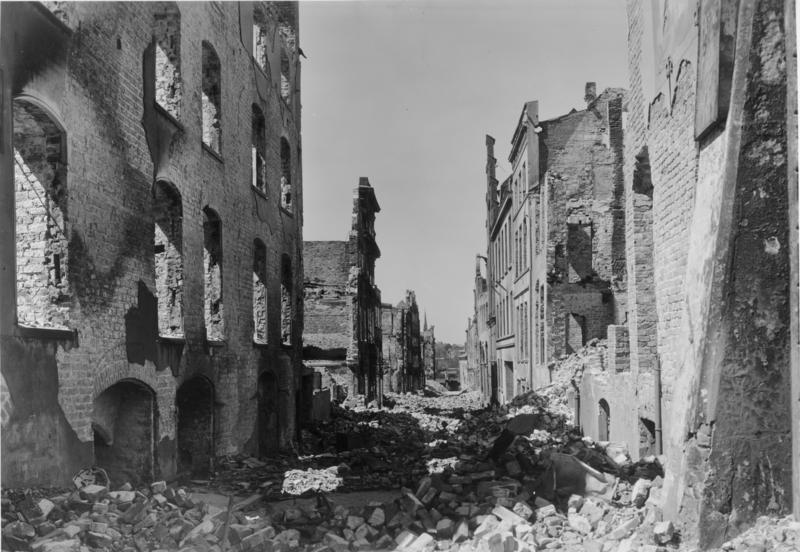
Vue d'une rue de la vieille ville

Une reconnaissance photographique effectuée par la RAF le 12 avril 1942 révèle que 81 hectares d'édifices ont été entièrement détruits, représentant 30 % de la ville (les Anglais pensaient au début en avoir détruit 50 %).
1 425 bâtiments ont été détruits, 1 976 gravement endommagés. L'usine Drägewerke qui fabriquait des oxygénateurs pour le personnel des sous-marins est totalement détruite, tandis que trois usines, la gare ferroviaire principale, une des centrales électriques et de nombreux immeubles de bureaux sont entièrement ravagés par des incendies.
146 tonnes de bombes conventionnelles et 163 tonnes de bombes incendiaires ont été larguées sur la ville. Trois- cent-douze civils trouvèrent la mort, sur une population à l'époque de cent-cinquante-trois-mille habitants.

## Opérations aériennes effectuées sur Lübeck
- Nuit du 28 mars 1942: bombardement de Lübeck
- 16 juillet 1942 : nouveau raid de 21 Stirlings, dont 2 sont abattus

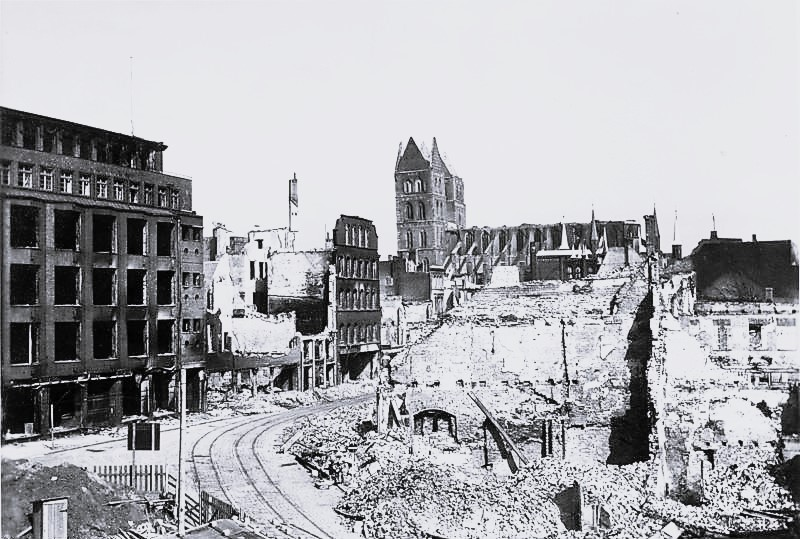
Vue de la Sandstraße avec l'église Sainte-Marie au fond

- Nuit du 24 au 25 juillet 1943 : raids effectués à Lübeck par 13 Mosquitos, ainsi qu'à Brème, Kiel et Duisbourg, dans le cadre de l'opération Gomorrhe et du bombardement de Hambourg
- 25 août 1944 : 81 B-24 visent les usines de la ville, faisant 110 morts
- Nuit du 15 au 16 septembre 1944 : raid de 9 Mosquitos, dans le cadre d'une attaque sur Kiel
- Nuit du 2 au 3 avril 1945 : raid d'entraînement
- 3 mai 1945 : opération tactique

## Source
- (it) Cet article est partiellement ou en totalité issu de l’article de Wikipédia en italien intitulé « Bombardamento di Lubecca » (voir la liste des auteurs).